# William de Ros, I barón de Ros
William de Ros o Roos, I barón Ros de Helmsley (c. 1255 — 6 u 8 de agosto de 1316), fue uno de los pretendientes a la corona de Escocia en 1292, durante el reinado de Eduardo I de Inglaterra.

## Family
William de Ros era el hijo mayor de Robert de Ros (m. 17 de mayo de 1285) de Helmsley, Yorkshire, e Isabel d'Aubigny (c. 1233 – 15 de junio de 1301), hija y heredera de William D'Aubigny de Belvoir, Leicestershire, así como nieta de William d'Aubigny. Tuvo cuatro hermanos y tres hermanas:
- Sir Robert de Ros de Gedney, Lincolnshire.
- John de Ros.
- Nicholas de Ros, un clérigo.
- Peter de Ros, un clérigo.
- Isabel de Ros, quien se casó conWalter de Fauconberg, II barón Fauconberg.
- Joan de Ros, quien se casó con John Lovell, I barón Lovell.
- Mary de Ros, quien se casó con William de Braose, I barón Braose.

## Carrera
El 24 de diciembre de 1264, el padre de William fue convocado por el parlamento de Simón de Montfort, VI conde de Leicester. El propio Monfort concedió a Rober la barónía de Ros, aunque esta creación no fue considerada válida por no ser concedida por el rey. Por ello, se considera que la baronía fue creada entre el 6 de febrero de 1299, cuando William de Ros fue llamado a ser miembro del parlamento, y el 16 de octubre de 1315, cuando recibió cartas dirigidas a Willelmo de Ros de Hamelak.
William de Ros heredó las tierras y privilegios de la familia de su madre a la muerte de esta. Fue uno de los pretendientes a la corona de Escocia, reclamando sus derechos como bisnieto de Isabel, hija bastarda de Guillermo I de Escocia. Fue enterrado en el Priorato de Kirkham. Estuvo envuetlo en las guerras de Gascuña y Escocia Descubrió que Robert De Ros, señor de Werke, quiso rendir esu castillo a los escoceses. William infirmó al rey, quien le envió con mil hombres para defender el lugar. Rober de Ros perdió el castillo, y Wiliam fue nombrado Guardián de las Marcas Occidentales de Escocia, y señor del castillo.
A través de su matrimonio con Maud de Vayx,  los patronazgos de los Prioratos de Penteney y Blakeney, en Norfolk, y de Frestun, en Lincolnshire, pasaron a pertenecer a la familia De Ros.

## Matrimonio y descendencia
William de Ros se casó antes de 1287 con Maud de Vaux (n. c. 1261), hija menor y coheredera de John de Vaux, con quien tuvo cuatro hijos y cuatro hijas.
- William de Ros, II barón de Ros.
- Sir John de Ros (m. antes del 16 de noviembre de 1338), quien se casó con Margaret de Goushill (d. 29 de julio de 1349).
- Thomas de Ros.
- George de Ros.
- Agnes de Ros, casa en primeras nupcias con Sir Pain de Tibetot, y más tarde con Sir Thomas de Vere.
- Alice de Ros, quien se casó con Sir Nicholas de Meinill. Su hija Elizabeth se casó con Sir John Darcy, II señor Darcy de Knayth.
- Margaret de Ros.
- Lucia de Ros.

## Bibliografría
- Cokayne, George Edward (1949). The Complete Peerage, edited by Geoffrey H. White XI. Londres: St. Catherine Press.
- Richardson, Douglas (2011). Magna Carta Ancestry: A Study in Colonial and Medieval Families, ed. Kimball G. Everingham I (2ª edición). Salt Lake City. ISBN 1449966373
- Richardson, Douglas (2011). Magna Carta Ancestry: A Study in Colonial and Medieval Families, ed. Kimball G. Everingham III (2ª edición). Salt Lake City. ISBN 144996639X

- Datos: Q8020818